# Marco Nuti
Marco Nuti (ur. 2 października 1970 w Pontedera) – włoski siatkarz występujący obecnie w Serie A, w drużynie Bre Banca Lannutti Cuneo. Gra na pozycji rozgrywającego. Mierzy 190 cm.

## Kariera
- 1990–1996  Arno Castelfranco
- 1996–2002  Codyeco Lupi Santa Croce
- 2002–2003  Gioia Del Colle
- 2003–2006  Marmi Lanza Werona
- 2006–2008  Prisma Taranto
- 2008- Bre Banca Lannutti Cuneo